# Louis Gabriel Suchet
(Napoleone Bonaparte nelle sue memorie)
Louis Gabriel Suchet, I conte Suchet e I duca d'Albufera (Lione, 2 marzo 1770 – Marsiglia, 3 gennaio 1826), è stato un generale e nobile francese, Maresciallo dell'Impero dal 1811.

## Biografia

### Primi anni
Figlio di setaioli, dotato di solida istruzione, Suchet entrò volontario nella cavalleria della Guardia nazionale di Lione nel 1791, e salì rapidamente nella scala gerarchica sino a raggiungere il grado di capitano.
Eletto tenente colonnello nei volontari dell'Ardèche nel settembre 1793, capo del 4º Battaglione, fu presente all'assedio di Tolone, durante il quale una colonna britannica di 2 000 uomini fece una sortita al fine di catturare le batterie che Napoleone Bonaparte aveva installato per demolire le strutture di un forte. I britannici furono contrattaccati e respinti alla baionetta dai francesi, e durante il corpo-a-corpo Suchet fece prigioniero il generale britannico O'Hara. Dopo l'assedio fu incaricato di reprimere il movimento realista che si era instaurato a Bédoin, nel Contado Venassino.

### Prima Campagna d'Italia
Il suo reggimento fu quindi aggregato all'Armata d'Italia, combattendo prima agli ordini di Laharpe, poi di Massena in qualità di comandante del 18º Battaglione fanteria di linea; prese parte nel 1794 alla battaglia di Loano, catturando tre bandiere austriache; poi fu a Lodi, Castiglione, Bassano, Arcole, Rivoli, Trento, Peschiera. In quest'ultima occasione, durante uno scontro avvenuto a Cerea (11 ottobre 1796), ricevette una grave ferita alla spalla che lo costrinse a tornare momentaneamente a Parigi.
Appena ristabilito fece la Campagna che portò al Trattato di Campoformio. A quell'epoca il generale Massena lo inviò a consegnare a Napoleone, generale in capo, le bandiere conquistate nella battaglia di Tarvisio.

### Campagna di Svizzera
Nuovamente ferito a Neumarkt, in Stiria, fu nominato chef de brigade sul campo di battaglia, nell'ottobre 1797. L'anno successivo il suo reggimento passò in Svizzera. Nel 1798 Suchet divenne capo di stato maggiore di Brune durante la breve Campagna di Svizzera. La sua condotta gli valse nuovamente l'onore di portare a Parigi 23 bandiere strappate al nemico.
Nominato generale di brigata, fu impiegato poco dopo, in qualità di capo di stato maggiore, agli ordini del generale Joubert, di cui era amico. Il Piemonte era motivo di inquietudine per quel che riguardava le linee di rifornimento dell'Armata, e avendo Jobert ricevuto l'ordine di occuparlo alla fine del 1798, Suchet preparò il piano di spedizione, che poi si concluse senza colpo ferire.
Occupato a riorganizzare l'Armata, si trovò in contrasto con il commissario del Direttorio e tale diatriba causò l'emissione nei suoi confronti di un decreto in cui lo si minacciava di inserimento nella lista degli émigré, se non fosse rientrato in Francia entro tre giorni. Dovette obbedire, ma Joubert, irritato per l'ingiusto trattamento del suo amico, lasciò bruscamente il comando e tornò a casa. Al suo arrivo a Parigi Suchet si giustificò pienamente e fu quasi subito aggregato all'Armata del Danubio (5 aprile 1799).
Distaccato nei Grigioni, e separato con la sua unità dal resto dell'armata per dieci giorni, difese le posizioni di Davos, Bergen, e Pulgen; dopo aver tratto in inganno il nemico che lo circondava riuscì a raggiungere il grosso dell'armata verso il Massiccio del San Gottardo; nell'occasione fu nuovamente ferito; fu nuovamente lui a portare al Direttorio le bandiere nemiche catturate.
Designato come maggior generale dell'Armata d'Egitto, dovette però tornare a Parigi per discolparsi da false accuse riguardo al periodo trascorso agli ordini di Brune in Svizzera, e non poté quindi partecipare alla Campagna d'Egitto.

### Seconda Campagna d'Italia
Assolto, raggiunse l'Armata di Svizzera come capo di stato maggiore di Massena, passò poi in Italia agli ordini di Joubert, il quale, ripreso il comando dell'Armata d'Italia, lo fece nominare nel 1799 generale di divisione e lo volle come capo di stato maggiore. Dopo la battaglia di Novi, dove Joubert morì, Suchet continuò le proprie funzioni agli ordini di Moreau e Championnet.
Il 18 brumaio, Napoleone diede a Massena il comando dell'Armata d'Italia e gli assegnò Suchet come luogotenente.
Alla testa di un contingente di 5 000 uomini malamente equipaggiato, si oppose a 60 000 uomini comandati dal generale Michael von Melas; separato dall'ala destra dell'armata lottò per 38 giorni difendendo palmo a palmo la costa ligure. Costretto a ripiegare sul Varo, riuscì a trincerarsi e a mantenere una testa di ponte. Gli sforzi di Melas, rinnovati per sedici giorni e sostenuti pure da una squadra navale britannica, si infransero contro l'abilità di comando di Suchet e il valore delle sue truppe. La sua resistenza salvò dall'invasione il sud della Francia e preparò la vittoria di Marengo. Dopodiché Suchet passò all'offensiva approfittando dell'invenzione del telegrafo ottico impiegato in guerra per la prima volta: due sezioni, lasciate ai forti di Villefranche e di Mont Alban, al di là delle linee austriache, lo informarono della ritirata nemica; Suchet con una rapida marcia sulla cresta dei monti piombò sulla costa alle spalle degli austriaci e fece 15 000 prigionieri.
Massena intanto, assediato a Genova, dovette capitolare dopo una lunga resistenza; Suchet, che era all'oscuro della resa e che sperava di liberare la città, percorse rapidamente la costa ligure riunendosi all'ala destra dell'armata e si portò verso la pianura alessandrina. La sua presenza ad Acqui contribuì alla vittoria di Marengo poiché costrinse von Melas per opporglisi a distaccare un forte contingente di truppe. Dopo la battaglia fu incaricato di riprendere Genova e il Genovesato.
Dopo sei mesi di armistizio nel 1801 riprese la campagna, e Suchet prese il comando del centro dell'armata, composto di tre divisioni e forte di 18 000 uomini. Al passaggio del Mincio accorse in aiuto del generale Dupont, e fece con lui prigionieri 4 000 uomini del generale Bellegarde in uno scontro nei pressi di Pozzolo.
Dopo il Trattato di Lunéville (1801) fu nominato ispettore generale di fanteria. Era all'epoca già ben conosciuto da Napoleone, in quanto due anni prima aveva sposato Honorine Anthoine de Saint-Joseph.

### L'Impero
Nel 1804 ebbe il comando di una divisione al Campo di Boulogne. In particolare ebbe l'incarico di far scavare il porto di Wimereux, e fu nominato poco dopo governatore del Castello di Laeken, nei pressi di Bruxelles.
All'inizio della Campagna di Germania della guerra della Terza coalizione (1805), la sua divisione divenne la prima del V Corpo d'armata della Grande Armée, agli ordini del generale Soult; poi comandato dal maresciallo Lannes, si distinse a Ulma e Hollabrunn.
Suchet si mise in luce alla battaglia di Austerlitz in seguito alla quale ebbe la Grand aigle (Grand croix) della Legion d'onore: la sua divisione attaccò l'ala destra dello schieramento russo e la separò dal centro; particolarmente audace la marcia in squadroni per reggimento, come ad un'esercitazione, sotto il fuoco di 50 cannoni russi.
Nella Campagna di Prussia della guerra della Quarta coalizione (1806), la sua divisione lanciò il primo attacco vittorioso a Saalfeld e diede inizio anche alla battaglia di Jena; la divisione si mise nuovamente in luce in Polonia, dove resisté da sola all'armata russa durante la battaglia di Pułtusk, e ancora ad Ostrołęka.
Dopo la Pace di Tilsit, nel 1807, Suchet fissò i propri accantonamenti in Slesia, e prese il comando del V Corpo d'armata che l'anno seguente fu inviato in Spagna.

### Guerra d'indipendenza spagnola
In Spagna fu l'unico dei grandi generali a riportare vittorie consistenti. Unico maresciallo a guadagnarsi il titolo in Spagna, riorganizzò le proprie unità, stabilì una disciplina severa, e seppe comportarsi nei confronti del Paese occupato da amministratore saggio, il che gli guadagnò la simpatia degli spagnoli. Suchet fu l'unico dei comandanti francesi a riuscire completamente nel processo di pacificazione del proprio territorio.
Nel dicembre 1808 la divisione di Suchet diede il via all'Assedio di Saragozza, sulla riva destra dell'Ebro, dove ottenne alcuni successi. Nominato, nell'aprile 1809, generale in capo del III Corpo d'armata (Armata d'Aragona) e governatore dell'omonima provincia, la partenza del V Corpo d'armata, la guerra in Austria e il logorarsi delle poche truppe rimaste lo lasciarono in una posizione assai critica.
Il giorno stesso in cui Suchet prendeva il comando il generale spagnolo Blake si presentò davanti a Saragozza con 25 000 uomini; le truppe francesi, stanche e sfiduciate, domandavano di ritirarsi, ma Suchet seppe rinvigorirle e condurle contro il nemico, sconfitto a María il 14 giugno con la conquista di 30 pezzi d'artiglieria e 4 000 uomini, e ancora il 18 a Belchite. Tale successo sconvolse i progetti degli spagnoli, che cercavano di avanzare sui Pirenei.
In mezzo alla difficoltà generale la sua armata riacquistò le forze, e dopo una marcia su Valencia, nel gennaio 1810, iniziò una memorabile campagna. Lleida cadde per prima in suo potere il 13 maggio, dopo una vittoria schiacciante riportata sul generale O'Donnel, a Margalef il 13 aprile; Mequinenza cadde l'8 giugno; Tortosa il 12 gennaio 1811; il fort San-Felipe, al colle di Balanguer, fu attaccato il 9; Tarragona cadde il 28 giugno dopo 56 giorni d'assedio, o meglio di continui scontri, sotto il fuoco e in presenza di una squadra navale britannica con relative truppe da sbarco e dell'armata spagnola di Catalogna. Fu in questa campagna che Suchet guadagnò il bastone da Maresciallo dell'Impero.
Nel settembre 1811 Suchet aprì la campagna di Valencia. I forti che proteggevano Sagunto riuscirono ad arrestarne l'avanzata: Oropesa fu assediata e presa il 25 agosto; la guarnigione di Sagunto invece respinse per due volte gli assalti. Il 26 dicembre, unitosi al Corpo d'armata della riserva e senza attendere le divisioni del Portogallo, passò la Guadalavia, investì Valencia: dopo averla assediata e bombardata, costrinse Blake a capitolare (9 gennaio 1812). Il giorno successivo gli spagnoli (17 500 fanti e 1 800 cavalieri) si arresero. Nel giro di un mese gli si arresero la piazzaforte di Peñíscola ed il forte di Dénia, completando la conquista del Regno di Valencia.
Quando Napoleone si ritirò da Madrid dopo la battaglia di Salamanca, Suchet si trasferì da Valencia ad Aragona, dove rimase in attesa di nuovi eventi. Prima dell'imminente sconfitta dell'esercito napoleonico nella penisola dopo la battaglia di Vitoria, Suchet ripiegò con le sue truppe in Catalogna, ultimo dell'esercito napoleonico a lasciare la Spagna.
Nel gennaio 1812 fu nominato duca d'Albufera e governatore della regione di Valencia.
Dopo diversi scontri vittoriosi contro il generale O'Donnel e l'esercito spagnolo, e dopo aver riunito a Valencia le armate del Centro e del Sud allo scopo di marciare contro l'armata britannica, il maresciallo fece togliere nel giugno 1813 l'assedio portato a Tarragona dal generale Murray, che perse tutta la sua artiglieria.
La ritirata dell'esercito francese al di là dei Pirenei dopo la battaglia di Vitoria lo obbligò ad evacuare Valencia il 5 luglio, diciotto mesi dopo la conquista. Lasciò guarnigioni a Dénia, Sagunto, Peñíscola, Tortosa, Lérida e Mequinenza, con rifornimenti per più di un anno.
In settembre sconfisse lord Bentinck al col d'Ordal e fu allora nominato colonnello generale della Guardia imperiale, succedendo con ciò a Bessières, che aveva trovato la morte alla battaglia di Lützen.
Quando dovette fare a meno, nel gennaio 1814, di 20 000 uomini, rimpatriati in quanto necessari a sostenere la guerra in corso in Francia, si avvicinò ai Pirenei, dove resistette con i 9 000 uomini che gli rimanevano, per proteggere la ritirata di altri 18 000 uomini di guarnigione e soprattutto per impedire l'invasione del suolo francese. Ottenne un'altra vittoria a Molino del Rey nel gennaio 1814. La frontiera dei Pirenei Orientali rimase inviolata fino alla caduta dell'Impero.
Informato ufficialmente dell'abdicazione di Napoleone e interpretando il decreto del Senato come volontà della nazione, si uniformò alla Restaurazione, facendo riconoscere alle sue truppe la sovranità di Luigi XVIII; per tale atto il governo monarchico gli concesse di mantenere il comando.
Di ritorno a Parigi fu nominato pari di Francia, governatore della 10ª Divisione militare, commendatore dell'Ordine di San Luigi, e nel dicembre seguente governatore della 5ª Divisione militare con sede a Strasburgo.

## I Cento giorni
Fintanto che i Borbone rimasero in territorio francese, Suchet rimase fedele al giuramento di fedeltà loro prestato e mantenne l'ubbidienza delle sue truppe: rimasto senza ordini né istruzioni da parte del governo reale, e giudicando, in base ai primi atti del Congresso di Vienna che le forze straniere si apprestavano ad invadere la Francia, durante i Cento giorni Suchet si recò a Parigi (30 marzo 1815) per ricevere ordini da Napoleone. Il 5 aprile gli fu ordinato di recarsi a Lione per radunare un'armata; il 15 giugno ricevette il comando dell'Armata delle Alpi. Fu nominato, il 27 seguente, membro della Camera imperiale dei Pari.
Alla testa delle sue truppe si portò verso le Alpi sconfiggendo i piemontesi il 15 giugno, e qualche giorno dopo gli austriaci a Conflans; l'arrivo del grosso delle truppe austriache a Ginevra lo costrinse a lasciare la Savoia e a ritirarsi su Lione.

### Dopo Waterloo

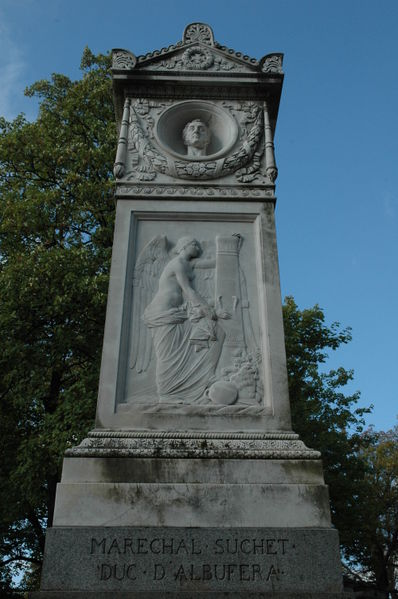
Tomba di Suchet al Père-Lachaise. Il busto è opera di David d'Angers.

Venuto a conoscenza, l'11 luglio, che la battaglia di Waterloo riportava lo scettro nelle mani dei Borbone, Suchet, per evitare una guerra civile, concluse con gli austriaci una capitolazione onorevole, che, risparmiando la sua città natale, conservò nel contempo alla Francia materiale d'artiglieria per un valore di dieci milioni di franchi. Il giorno stesso inviò tre generali per annunciare al re la fedeltà dell'armata, e ancora una volta rimase al comando.
Escluso inizialmente dalla Camera di Pari nel luglio del 1815, quando la reazione reale iniziò a manifestarsi, durante la Restaurazione non ebbe incarichi di rilievo, sebbene avesse riacquistato il titolo di Pari 1819. Si ritirò dalla vita pubblica e lasciò Parigi, morendo nel castello di Montredón, vicino a Marsiglia nel 1826.
Le sue spoglie furono trasferite a Parigi dove riposano nel cimitero di Père-Lachaise.

## Famiglia, titoli e discendenza
Suchet si sposò nel 1808 con Honorine de Saint-Joseph (1790 – 1884) dalla quale ebbe tre figli:
- Louise-Honorine (1811 – 1885)
- Louis-Napoleon (1813 – 1877)
- Anne-Marie (1820 – 1835)

Da Napoleone, ottenne il titolo ereditario di duca d'Albufera. L'attuale duca d'Albufera è Emmanuel (nato nel 1944).

## Araldica
|  |

|  |